# Cristóbal Berrocal
Cristóbal Berrocal, italianizzato Cristoforo o Cristofaro e spesso menzionato come Berocal o anche, ma erroneamente, Beroral (Alcalá de Henares, ... – Crotone, 1578), è stato un vescovo cattolico spagnolo.

## Biografia
Originario di Alcalá de Henares, fu capo elemosiniere per conto della sua diocesi di origine.
Il 2 agosto 1574, durante un concistoro segreto, venne avanzato dal cardinale Flavio Orsini il nominativo di Berrocal quale successore del vescovo Antonio Minturno, deceduto poco tempo prima, alla diocesi di Crotone; la nomina venne poi accettata e ufficializzata da papa Gregorio XIII il successivo 11 agosto 1574.
Nel corso del suo episcopato, che ebbe breve durata, fece erigere a sue spese un Monte di Pietà per i più bisognosi della diocesi.
Morì a Crotone nel 1578.